# Авдеев, Алексей Юрьевич
Алексей Юрьевич Авдеев (род. 17 мая 1967, Ташкент) — российский военачальник. Заместитель командующего войсками Южного военного округа с 2019 года, генерал-лейтенант (2016).
За поддержку российской войны против Украины находится под персональными международными санкциями всех стран Европейского союза, Великобритании, Швейцарии, Австралии, Японии, Украины, Новой Зеландии.

## Биография
Родился 17 мая 1967 года в Ташкенте.
В 1984 году окончил Свердловское суворовское военное училище. В 1988 году окончил Ташкентское высшее общевойсковое командное Краснознаменное ордена Красной Звезды училище имени В. И. Ленина. По окончании военного училища, с 1988 по 1996 год проходил службу на различных командных должностях в Северо-Кавказском военном округе.
В 1999 году окончил Общевойсковую академию Вооруженных Сил Российской Федерации.
В 2008 году окончил Военную академию Генерального штаба Вооружённых сил Российской Федерации. По окончании Военной академии ГШ ВС РФ назначен на должность командира мотострелковой дивизии (Сибирский военный округ).
В середине 2010 года назначен на должность начальника организационно-мобилизационного управления — заместителя начальника штаба Сибирского военного округа по организационно-мобилизационной работе (г. Новосибирск). 9 января 2011 года Указом Президента России назначен на должность заместителя командующего 41-й общевойсковой армией (г. Новосибирск, Центральный военный округ).
В 2012 году Указом Президента России назначен на должность начальника штаба — первого заместителя командующего 6-й общевойсковой Краснознамённой армии (г. Санкт-Петербург, Западный военный округ). Воинское звание генерал-майор присвоено Указом Президента России от 13 декабря 2012 года N 1641.
С июля 2014 по апрель 2017 года — командующий 29-й общевойсковой армией. Воинское звание генерал-лейтенант присвоено Указом Президента России от 11 июня 2016 года № 276. С апреля 2017 по апрель 2018 года — командующий 1-й гвардейской танковой Краснознамённой армией Западного военного округа.
С апреля 2018 по 2019 год — начальник Общевойсковой академии Вооружённых Сил РФ.
С 2019 года — заместитель командующего войсками Южного военного округа.
Участник боевых действий на территории Северо-Кавказского региона.

## Санкции
Из-за нарушения территориальной целостности и независимости Украины во время российско-украинской войны находится под персональными международными санкциями разных стран. С 28 февраля 2022 года был включен в санкционный список всех стран Европейского союза. С 4 марта 2022 года находится под санкциями Швейцарии. С 15 марта 2022 года находится под санкциями Великобритании. С 25 марта 2022 года находится под санкциями Австралии. С 12 апреля 2022 под персональными санкциями Японии.
Указом президента Украины Владимира Зеленского с 19 октября 2022 года находится под санкциями Украины. С 22 ноября 2022 года находится под санкциями Новой Зеландии.

## Награды
- Орден «За заслуги перед Отечеством» III степени с мечами,
- Орден «За заслуги перед Отечеством» IV степени с мечами,
- Орден Жукова,
- Орден «За военные заслуги»,
- Орденом Дружбы,
- Медаль Суворова,
- Знак отличия «За безупречную службу»,
- Орден Атамана Платова (2022, Ростовская область)[13],
- Медали РФ.